# Санчо I (король Леона)
Са́нчо I То́лстый (исп. Sancho I El Gordo; умер не позднее 19 декабря 966) — король Леона (956—958 и 960—966) из династии Перес; сын короля Рамиро II и его 2-й жены Урраки Санчес Наваррской, единокровный брат короля Ордоньо III.

## Биография

### Мятеж против Ордоньо III
Точная дата рождения Санчо I неизвестна. Впервые он упоминается в дарственной хартии, данной 11 августа 941 года королём Рамиро II монастырю Селанова. В 944 году, после подавления мятежа графов Кастилии Фернана Гонсалеса и Серданьи Диего Муньоса, несовершеннолетний Санчо был назначен отцом графом Кастилии. Хартия с такой титулатурой была дана 8 мая 944 года, но уже в документе от августа этого года графом называн Ансур Фернандес. После примирения Рамиро II с Фернаном Гонсалесом в 945 году, тот вновь стал графом Кастилии, однако имеются свидетельства, что Санчо оставался в Бургосе по крайней мере до 947 или даже до 950 года. О том, в каком статусе находился Санчо в Кастилии и какие взаимоотношения у него сложились с Фернаном Гонсалесом, ничего не известно.
Санчо был весьма близок к королевской семье Наварры, из которой происходила его мать, и был любимым внуком королевы Тоды Аснарес, имевшей огромное влияние на своего сына, короля Гарсию I Санчеса, и фактически являвшейся правительницей королевства. Одновременно у Санчо сложились напряжённые отношения с его сводным братом Ордоньо. Когда тот в 951 году стал королём Леона, Санчо потребовал от него свою долю из владений отца, но получил отказ. После этого Санчо стал искать союзников, с помощью которых он смог бы свергнуть с престола своего брата. Такую поддержку он нашёл у своей бабки Тоды и своего дяди, короля Гарсии I Санчеса. Заручившись помощью Наварры, Санчо уже в первый год правления Ордоньо III поднял против него мятеж, объявив о неповиновении брату. В начале мятежники не предпринимали активных военных действий, однако после того как в 952 году к мятежу неожиданно присоединился граф Кастилии Фернан Гонсалес, ранее бывший одним из приближённейших к королю Ордоньо III лиц, они начали подготовку к свержению короля Леона. В 953 году совместное кастильско-наваррское войско выступило в поход на город Леон, но у Сан-Эстебан-де-Гормас было разбито войском Ордоньо III. Поражение привело к развалу коалиции: Фернан Гонсалес был вынужден дать клятву верности королю Леона; король Наварры Гарсия I вернулся в своё королевство. Туда же бежал и Санчо, который так и не примирился со своим братом, но уже не предпринимал попыток его свержения.

### Первое правление
Во второй половине 956 года король Ордоньо III неожиданно скончался. Санчо незамедлительно прибыл из Наварры в Леон, чтобы занять престол. Здесь он не встретил в этом никаких препятствий, хотя были и другие претенденты — Бермудо, малолетний сын Ордоньо III, и Ордоньо, сын Альфонсо IV Монаха. 13 ноября в Сантьяго-де-Компостеле состоялась церемония коронации Санчо I. Её, в присутствии многих знатных духовных и светских лиц королевства, провёл святой Росендо. На коронации, среди прочих, были граф Кастилии Фернан Гонсалес, сын короля Наварры Гарсии I Санчо Абарка, а также наиболее влиятельный из графов Галисии, Родриго Веласкес. После коронации было проведено собрание знати королевства.
Вступив на престол, Санчо I тут же попытался принять меры для укрепления королевской власти и ограничения своевольства знати, но это только настроило против него знатных лиц королевства. Он также отказался от выполнения ряда условий мира, заключённого Ордоньо III с халифом Кордовы Абд ар-Рахманом III. Ответом халифа стало вторжение весной 957 года мусульманского войска во главе с Ахмадом ибн Йалы в Королевство Леон и разорение многих областей королевства, чему Санчо I не смог помешать.
Вскоре выяснилось, что, несмотря на благие намерения, Санчо I не имеет ни талантов к управлению, ни физических сил к войне. Король был молод, к тому же очень толст, из-за чего он даже ходил с трудом, почти никогда не ездил верхом, а военными упражнениями вообще не занимался. Эти его недостатки стали поводом к проявлению многочисленных насмешек в адрес короля не только со стороны недовольной его политикой знати, но и со стороны простолюдинов. Вскоре авторитет Санчо I как монарха исчез и среди влиятельных лиц королевства стал складываться заговор, целью которого было свержение Санчо I Толстого с престола.

### Изгнание
Мятеж начался весной 958 года в Кастилии, граф которой, Фернан Гонсалес, выдвинул претендентом на престол своего зятя Ордоньо, сына Альфонсо IV. Знать Галисии также признала право Ордоньо на трон и когда тот в марте прибыл в Галисию, ему здесь были оказаны королевские почести. Видя, что он остался почти без поддержки, Санчо I Толстый уехал из города Леон в Наварру. Попытка одного из немногих оставшихся сторонников Санчо I, графа Велы, выступить против мятежников с нанятым им отрядом мавров, потерпела неудачу. Он был разбит графом Кастилии, после чего Ордоньо, не встречая сопротивления, 3 августа въехал в город Леон. Позднее состоялась его коронация, которую в Сантьяго-де-Компостеле провёл святой Росендо, ранее уже короновавший Санчо I Толстого. Новый король вступил на престол под именем Ордоньо IV.
В это время Санчо I, находившийся в Наварре, с помощью своей бабки, королевы Тоды Аснарес, искал способы возвратить себе престол. Так как сил одной Наварры было недостаточно для войны с Королевством Леон, они решили обратиться за поддержкой к халифу Кордовы Абд ар-Рахману III. Халиф Кордовы прислал в Памплону в качестве посла знатного еврея Хасдая ибн Шапрута, который убедил Санчо I и Тоду лично явиться к Абд ар-Рахману III и изложить ему свою просьбу. В конце 958 года Санчо I Толстый, королева Тода и её сын король Гарсия I Санчес прибыли в Кордову, были здесь приняты халифом и заключили с ним договор, согласно которому Санчо I, в обмен на получение мусульманской армии для восстановления на престоле, обязывался передать Абд ар-Рахману III десять приграничных христианских крепостей вдоль реки Дуэро, а король Наварры — схватить и выдать халифу графа Кастилии Фернана Гонсалеса. Санчо I находится в Кордове несколько месяцев. За это время Хасдай ибн Шапрут, который был и знаменитым по всей Испании врачом, лечил Санчо I травами и избавил его от лишнего веса.
В начале 959 года Санчо I, вместе с войском мавров под командованием Ибн Тумлуса, выступил в поход на Королевство Леон. Он быстро взял Самору и в течение нескольких недель власть Санчо I признала почти вся знать Леона и Галисии. Этому способствовало и то, что король Ордоньо IV во время своего недолгого правления рассорился со многими своими вассалами, правя исключительно в интересах своего тестя, графа Кастилии Фернана Гонсалеса. Сам Ордоньо IV отступил в Астурию. Кастилия также продолжала не признавать власть Санчо I. В 960 году Санчо I взял Овьедо, заставив Ордоньо IV бежать вместе с семьёй в столицу Кастилии город Бургос. Одновременно в восточные районы Королевства Леон, всё ещё контролируемые мятежниками, вторглось войско короля Наварры Гарсии I Санчеса, которому удалось разбить и взять в плен графа Фернана Гонсалеса. Видя, что его основной союзник пленён, Ордоньо IV бросил в Бургосе свою жену, дочь графа Кастилии, и с немногочисленными сторонниками бежал в Кордову, где коленнопреклонённо просил Абд ар-Рахмана III о военной помощи, подобной той, которую халиф оказал Санчо I. Абд ар-Рахман III пообещал содействовать Ордоньо, надеясь с его помощью быстрее добиться от короля Санчо I исполнения договора. Узнав, что его зять бежал к маврам и при этом бросил его дочь, граф Фернан Гонсалес объявил о намерении примириться с Санчо I, принёс ему клятву верности, был, в обмен на территориальные уступки, вопреки договору с Абд ар-Рахманом III освобождён из наваррского плена и весной 961 года вернулся в Кастилию. Таким образом к этому времени власть короля Санчо I Толстого признали все области королевства.

### Второе правление

#### Войны с маврами
Полностью восстановив свою власть над всем королевством, Санчо I Толстый стал всеми способами затягивать выполнение условий договора с Абд ар-Рахманом III о передаче маврам десяти пограничных крепостей. Когда 15 октября 961 года халиф скончался, Санчо I направил в Кордову представительное посольство, состоящее из нескольких влиятельных прелатов, которое приветствовало вступление на престол нового халифа, аль-Хакама II, но заявило, что крепости переданы не будут. В ответ аль-Хакам II направил в город Леон своих послов, кади Валенсии Абд аль-Рахама ибн Джафара и кади Гвадалахары Айюба ибн аль-Хусейна. Послы объявили, что если крепости переданы не будут, то халиф окажет военную помощь Ордоньо IV. Санчо I вновь пообещал выполнить условия договора, но опять начал тянуть с его исполнением, а когда в 962 году узнал о смерти Ордоньо, вновь открыто заявил, что отдавать крепости не будет.
Понимая, что война с аль-Хакамом II неизбежна, Санчо I начал создавать коалицию христианских государей Испании, которая могла бы противостоять маврам. Его союзниками стали граф Кастилии Фернан Гонсалес, король Наварры Гарсия I Санчес и графы Барселоны Боррель II и Миро (это первый случай, когда правители Барселонского графства вступили в союз против мавров с другими испанскими владетелями). В ответ на это в 963 году халиф Кордовы аль-Хакам II лично возглавил поход в Кастилию, во время которого мусульмане взяли Сан-Эстебан-де-Гормас и Атьенсу. Также успешно действовали против христиан и военачальники халифа: Тошиби Йахъя бен Мухаммад разбил войско королей Санчо I и Гарсии I, а Галиб и Йахъя ибн Туджиб захватили Калаорру и укрепили её. Победы мавров принудили Фернана Гонсалеса просить у халифа Кордовы перемирия. Тот дал на это согласие и даже возвратил графу Кастилии Сан-Эстебан-де-Гормас. В 965 году между Кордовским халифатом с одной стороны и Королевством Леон, Королевством Наварра и Графством Барселона с другой стороны был заключён мир, согласно которому король Санчо I передавал аль-Хакаму II обещанные крепости и все христианские государства Испании начинали выплату дани Кордове.

#### Мятежи в Португалии и Галисии
Завершив войну с маврами, король Санчо I столкнулся с проблемами в своём собственном королевстве.
Ещё в 962 году граф Португалии Гонсало I Мендес поднимал восстание против Санчо I Толстого, но затем заключил с королём мир.
В 964 году на побережье Галисии высадилось большое войско викингов. Не встречая серьёзного сопротивления, норманны беспрепятственно разграбили близлежащие области и разбили войско галисийцев, выступившее им навстречу. Только в 965 году местоблюстителю епископской кафедры Сантьяго-де-Компостелы святому Росендо удалось собрать местное ополчение, разбить викингов и заставить их покинуть Галисию. При этом галисийцы не получили никакой помощи от короля Санчо I, занятого войной с маврами.
Бездействие короля привело к падению авторитета королевской власти в глазах знати Галисии. Среди местных магнатов единственным до конца верным Санчо I графом остался Родриго Веласкес, но и он не сумел воспрепятствовать мятежу, который начался здесь и в Португалии летом 966 года. Возглавил мятежников граф Коимбры Гонсало Монис. Король Санчо I выступил против мятежников, которые при приближении королевского войска объявили о том, что готовы примириться с королём. Санчо I также выразил желание решить конфликт миром, принял у себя зачинщиков мятежа и объявил им о прощении. 16 ноября король и виднейшие галисийские сеньоры, среди которых были графы Гонсало Бермудес al-Armiger и Гонсало Монис, в Лобране подтвердили дарственную хартию, данную королём местному монастырю. Однако немного спустя граф Гонсало Монис, у которого Санчо I требовал гарантий выплат налогов из Галисии, отравил короля, угостив его при личной встрече отравленным яблоком. Чувствуя, что умирает, Санчо I повелел отвести себя в город Леон, но на третий день пути умер в Кастело-де-Мико. Его тело было доставлено в столицу и похоронено в церкви Сан-Сальвадор-де-Леон, рядом с могилами отца и брата. Новым королём был провозглашён пятилетний сын Санчо I Толстого Рамиро III, под регентством сестры покойного короля, Эльвиры Рамирес.

### Семья
Король Санчо I Толстый был женат (не позднее 26 апреля 960 года) на Терезе Ансурес (умерла после 997 года), дочери Ансура Фернандеса, графа Монсона и Кастилии, и Гонтроны Нуньес. От этого брака Санчо I имел 2-х детей:
- Рамиро III (ок. 961—984) — король Леона (966—984)
- Уррака Санчес (962/966—после 997) — жена графа Сальдании Непотиана Диаса (940 (?) — после 18 января 982).